# Нортгемптон (округ, Пенсильвания)
Округ Нортгемптон (англ. Northampton County) располагается в штате Пенсильвания, США. Официально образован 11 марта 1752 года. По состоянию на 2010 год, численность населения составляла 297 735 человек.

## География
По данным Бюро переписи США, общая площадь округа равняется 976,431 км2, из которых 968,661 км2 суша и 10,360 км2 или 0,940 % это водоемы.

## Население
По данным переписи населения 2000 года в округе проживает 267 066 жителей в составе 101 541 домашних хозяйств и 71 078 семей. Плотность населения составляет 276,00 человек на км2. На территории округа насчитывается 106 710 жилых строений, при плотности застройки около 110,00-ти строений на км2. Расовый состав населения: белые — 91,23 %, афроамериканцы — 2,77 %, коренные американцы (индейцы) — 0,15 %, азиаты — 1,37 %, гавайцы — 0,03 %, представители других рас — 3,06 %, представители двух или более рас — 1,39 %. Испаноязычные составляли 6,69 % населения независимо от расы.
В составе 31,20 % из общего числа домашних хозяйств проживают дети в возрасте до 18 лет, 56,40 % домашних хозяйств представляют собой супружеские пары проживающие вместе, 9,80 % домашних хозяйств представляют собой одиноких женщин без супруга, 30,00 % домашних хозяйств не имеют отношения к семьям, 24,70 % домашних хозяйств состоят из одного человека, 11,20 % домашних хозяйств состоят из престарелых (65 лет и старше), проживающих в одиночестве. Средний размер домашнего хозяйства составляет 2,53 человека, и средний размер семьи 3,02 человека.
Возрастной состав округа: 23,30 % моложе 18 лет, 9,20 % от 18 до 24, 28,30 % от 25 до 44, 23,40 % от 45 до 64 и 23,40 % от 65 и старше. Средний возраст жителя округа 38 лет. На каждые 100 женщин приходится 94,80 мужчин. На каждые 100 женщин старше 18 лет приходится 91,70 мужчин.
Средний доход на домохозяйство в округе составлял 0 USD, на семью — 0 USD. Среднестатистический заработок мужчины был 0 USD против 0 USD для женщины. Доход на душу населения составлял 0 USD. Около 0,00 % семей и 0,00 % общего населения находились ниже черты бедности, в том числе — 0,00 % молодежи (тех, кому ещё не исполнилось 18 лет) и 0,00 % тех, кому было уже больше 65 лет.